# Liste der Baudenkmäler in Biburg (Niederbayern)
Auf dieser Seite sind die Baudenkmäler in der niederbayerischen Gemeinde Biburg zusammengestellt. Diese Tabelle ist eine Teilliste der Liste der Baudenkmäler in Bayern. Grundlage ist die Bayerische Denkmalliste, die auf Basis des Bayerischen Denkmalschutzgesetzes vom 1. Oktober 1973 erstmals erstellt wurde und seither durch das Bayerische Landesamt für Denkmalpflege geführt wird. Die folgenden Angaben ersetzen nicht die rechtsverbindliche Auskunft der Denkmalschutzbehörde.
 Die Liste gibt den Fortschreibungsstand vom 21. Dezember 2016 wieder und umfasst zehn Baudenkmäler.

## Baudenkmäler nach Ortsteilen

### Biburg
| Lage                                           | Objekt                                                                                                 | Beschreibung | Akten-Nr.             | Bild                                  |
| ---------------------------------------------- | --- | --- | --------------------- | ------------------------------------- |
| Abensstraße 1 (Standort)                       | Wohnhaus eines ehemaligen Bauernhofs                                                                   | Zweigeschossiger Satteldachbau mit Segmentbogenfenstern und Putzgliederungen, zweite Hälfte 19. Jahrhundert. | D-2-73-119-1 Wikidata | Wohnhaus eines ehemaligen Bauernhofs  |
| Eberhardplatz 1 (Standort)                     | Ehemaliges Kloster der Benediktiner (1133–1555), der Jesuiten (1598–1773) und der Malteser (1781–1810) | Dreiflügelanlage mit Halbwalmdächern: Westflügel, dreigeschossig mit dreigeschossigen Ausluchten und geohrten Fensterrahmungen, Nordflügel, dreigeschossig mit eingeschossiger Auslucht und geohrten Fensterrahmungen, Ostflügel, dreigeschossig, um 1520, zu Beginn des 18. Jahrhunderts durchgreifend erneuert, an der Südwestecke mittelalterliche Bestandteile erhaltene Teile der Ummauerung des ehemaligen Klostergartens, wohl 18. Jahrhundert. | D-2-73-119-6 Wikidata | weitere Bilder                        |
| Eberhardplatz 2 (Standort)                     | Katholische Pfarrkirche, ehemalige Klosterkirche St. Maria Immaculata                                  | Dreischiffige Pfeilerbasilika mit Querhaus, Chorapsis, Nebenchören und zwei Osttürmen, romanisch, Baubeginn 1125, Wölbung 1400 und um 1530; mit Ausstattung; Kirchhofmauer mit Epitaphen des 15. bis 19. Jahrhunderts, im Kern wohl mittelalterlich; Seelenkapelle, Satteldachbau, traufseitig mit Maßwerkfenster, um 1600. | D-2-73-119-5 Wikidata | weitere Bilder                        |
| Eberhardplatz 4; Nähe Eberhardplatz (Standort) | Ehemalige Klosterökonomie                                                                              | Eingeschossiger Steildachbau, unmittelbar an die Friedhofsmauer grenzend, wohl 18. Jahrhundert; mehrere ein- und zweigeschossige Nebengebäude mit Satteldächern, segmentförmig im Südosten der Klosteranlage angeordnet, wohl 18./19. Jahrhundert. | D-2-73-119-7 Wikidata | BW                                    |
| Hauptstraße 46 (Standort)                      | Bauernhaus                                                                                             | Zweigeschossiger Krüppelwalmbau mit Putzstreifengliederung und Sohlbankgesims, klassizistisch, bezeichnet mit „1850“. | D-2-73-119-3 Wikidata | Bauernhaus                            |
| Hauptstraße 49 (Standort)                      | Gutshaus, ehemals zum Kloster gehörig                                                                  | Stattlicher zweigeschossiger Steildachbau mit Giebelreiter, 18./19. Jahrhundert. | D-2-73-119-4 Wikidata | Gutshaus, ehemals zum Kloster gehörig |

### Altdürnbuch
| Lage                              | Objekt                            | Beschreibung | Akten-Nr.             | Bild                              |
| --------------------------------- | --------------------------------- | --- | --------------------- | --------------------------------- |
| Mühlhausener Straße 12 (Standort) | Katholische Kirche St. Margaretha | Saalkirche mit Satteldach und eingezogenem Kastenchor mit Walmdach, Dachreiter mit Spitzhelm, romanisch, Ausbau im 14. und 17./18. Jahrhundert; mit Ausstattung; Kirchhofmauer, wohl 18./19. Jahrhundert. | D-2-73-119-9 Wikidata | Katholische Kirche St. Margaretha |

### Etzenbach
| Lage                       | Objekt    | Beschreibung | Akten-Nr.              | Bild           |
| -------------------------- | --------- | --- | ---------------------- | -------------- |
| Dorfstraße 16 (Standort)   | Kapelle   | Kleinbau mit Satteldach und halbrundem Schluss, 18./19. Jahrhundert, Giebelreiter mit Pyramidendach, 19. Jahrhundert.                                            | D-2-73-119-11 Wikidata | weitere Bilder |
| Frauenbergweg 1 (Standort) | Bauernhof | Wohnstallhaus, eingeschossiger Bau mit Steildach, nach Süden als Greddach ausgebildet; zugehörig gemauerter Stadel mit Satteldach, erste Hälfte 19. Jahrhundert. | D-2-73-119-12 Wikidata | BW             |

### Perka
| Lage               | Objekt                                      | Beschreibung | Akten-Nr.              | Bild           |
| ------------------ | ------------------------------------------- | --- | ---------------------- | -------------- |
| Perka 1 (Standort) | Katholische Kirche St. Michael und Leonhard | Katholische Kirche, Saalkirche mit Satteldach und eingezogenem Rechteckchor, mächtiger Chorturm mit Steildach und Stufengiebeln, romanisch, im 16./17. Jahrhundert erneuert, Langhaus 1743–45; mit Ausstattung; Reste der Friedhofsmauer, wohl 18. Jahrhundert. | D-2-73-119-13 Wikidata | weitere Bilder |

## Ehemalige Baudenkmäler
In diesem Abschnitt sind Objekte aufgeführt, die früher einmal in der Denkmalliste eingetragen waren, jetzt aber nicht mehr. Objekte, die in anderem Zusammenhang – also z. B. als Teil eines Baudenkmals – weiter eingetragen sind, sollen hier nicht aufgeführt werden. Aktennummern in diesem Abschnitt sind ehemalige, jetzt nicht mehr gültige Aktennummern.

| Lage                                         | Objekt     | Beschreibung                                        | Akten-Nr.              | Bild |
| -------------------------------------------- | ---------- | --------------------------------------------------- | ---------------------- | ---- |
| Biburg Hauptstraße 45 (Standort)             | Bauernhaus | Erdgeschossig, mit Greddach, Mitte 19. Jahrhundert. | D-2-73-119-2 Wikidata  | BW   |
| Altdürnbuch Mühlhausener Straße 8 (Standort) | Bauernhof  | Langgestreckter Hakenhof, Mitte 19. Jahrhundert.    | D-2-73-119-10 Wikidata | BW   |